# Orphaned Land
Gli Orphaned Land sono un gruppo musicale heavy metal israeliano proveniente da Petah Tiqwa.

## Storia
Il gruppo venne fondato nel 1991 con il nome di Resurrection e nel 1994 venne pubblicato Sahara, album di debutto del gruppo.
Nel 1996 venne pubblicato El Norra Alila e nel 2004 Mabool.
Il 25 gennaio 2010 è stato pubblicato The Never Ending Way of ORwarriOR.
Nel 2013 viene pubblicato l'album All is One.
Il 26 agosto 2016 la band pubblica "Kna'an" e nel 2018 l'album "Unsung Prophets And Dead Messiahs"

## Formazione

### Formazione attuale
- Kobi Farhi - voce (1991–oggi)

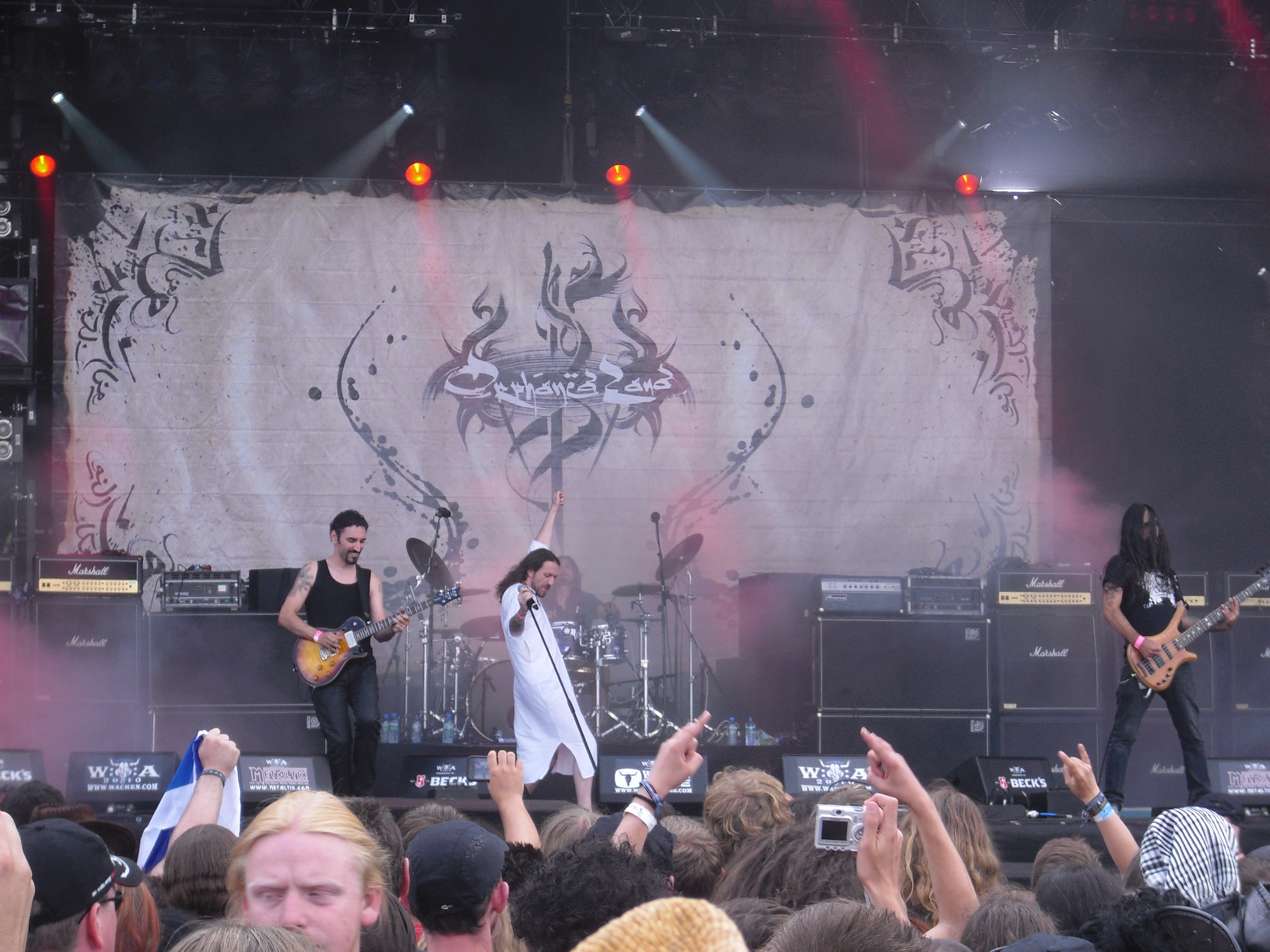
Gli Orphaned Land al Wacken Open Air 2010

- Matan Shmuely - batteria (2007–oggi)
- Chen Balbus - chitarra, pianoforte, bouzouki, saz, oud, xylofono (2007–oggi)
- Uri Zelcha - basso (1991–oggi)
- Idan Amsalem – chitarra, bouzouki (2014–present)

### Ex componenti
- Matti Svatitzki – chitarra (1991–2012)
- Sami Bachar – batteria (1991–2000)
- Itzik Levy – tastiere, pianoforte (1991–1996)
- Eran Asias – batteria, percussioni (2000–2004)
- Eden Rabin – tastiere, voce (2001–2005)
- Avi Diamond – batteria, percussioni (2004–2007)
- Yatziv Caspi – percussioni (2004–2007)
- Yossi Sassi – chitarra, oud, saz, bouzouki, cümbüş, voce (1991-2014)

## Discografia

### Album in studio
- 1994 – Sahara
- 1996 – El Norra Alila
- 2004 – Mabool
- 2010 – The Never Ending Way of ORwarriOR
- 2013 – All is One
- 2018 - Unsung Prophets & Dead Messiahs

### EP
- 2004 – The Calm Before the Flood
- 2005 – Ararat
- 2015 - Sukkot in Berlin